# Isoselenocyanate

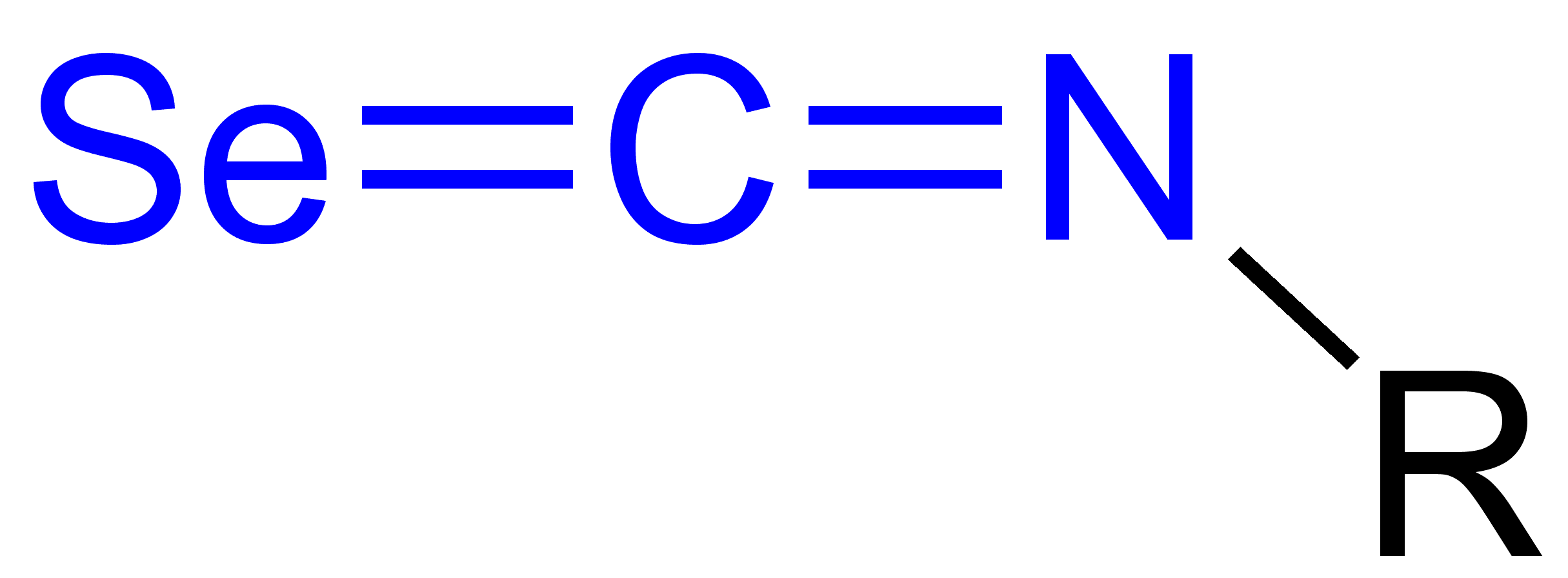
Allgemeine Strukturformel der Isoselenocyanate mit der blau markierten funktionellen Gruppe. R ist ein Organyl-Rest (Alkyl-Rest, Aryl-Rest, Alkylaryl-Rest etc.).

Isoselenocyanate sind eine Stoffgruppe in der Chemie, die den Kumulenen ähnelt und zu den Heterokumulenen zählt. Isoselenocyanate besitzen eine Strukturformel, die sich von den Isocyanaten ableitet, jedoch statt einer Carbonyl-Gruppe (C=O) eine Selenocarbonyl-Gruppe (C=Se) enthält.